# Fibrat
Fibrati so v farmakologiji skupina antihiperlipemičnih zdravil, ki znižujejo koncentracijo krvnih lipidov. Znižujejo zlasti plazemske koncentracije trigliceridov, manj pa holesterola. Delujejo z aktivacijo jedrnih receptorjev PPAR (zlasti izooblike alfa) – transkripcija genov, ki jih uravnavajo ti receptorji, pospešijo privzem, porabo in katabolizem maščobnih kislin. So derivati fibrične kisline; mednje spadajo na primer bezafibrat, gemfibrozil, fenofibrat, ciprofibrat.

## Medicinska uporaba
Fibrati znižujejo koncentracijo krvnih lipidov, in sicer je za vse skupno,  da znižujejo koncentracijo serumskih trigliceridov in zvišujejo serumske koncentracije holesterola HDL. Glavne klinične raziskave s fibrati so dokazale, da lahko zdravljenje z njimi zmanjša pogostost dogodkov v zvezi s koronarno boleznijo, ni pa jasnega dokaza, da lahko pri primarnem ali sekundarnem preprečevanju srčno-žilne bolezni znižajo umrljivost ne glede na vzrok smrti. Uporabljajo se kot zdravilo prvega izbora pri bolnikih s hudo hipertrigliceridemijo in drugih bolnikih s povišanimi krvnimi lipidi, ki ne prenašajo zdravljenja s statini.
Uporabljajo se tudi v kombinaciji s statini, zlasti pri bolnikih s kombinirano dislipidemijo z visokimi vrednostmi trigliceridov.

## Mehanizem delovanja
Fibrati učinkujejo z aktiviranjem receptorja alfa, aktiviranega s peroksisomskim proliferatorjem (PPAR-alfa), razen bezafibrata, ki je agonist za vse tri izooblike receptorjev PPAR, in sicer alfa, gama in delta.

## Predstavniki
Med fibrate (glede na klasifikacijo ATC) spadajo:
- C10AB01 – klofibrat
- C10AB02 – bezafibrat
- C10AB03 – aluminijev klofibrat
- C10AB04 – gemfibrozil
- C10AB05 – fenofibrat
- C10AB06 – simfibrat
- C10AB07 – ronifibrat
- C10AB08 – ciprofibrat
- C10AB09 – etofibrat
- C10AB10 – klofibrid
- C10AB11 – holinijev fenofibrat